# Minne
Med hjälp av minnet har vi förmågan att lagra erfarenheter och göra det möjligt att känna igen och lära. Minnena blir en del av vår person och ger oss också en plats i tidsdimensionen. Med hjälp av minnet kan tänkandet ta itu med de problem som möter oss.

## Långtidsminnet
I långtidsminnet lagras kunskap under mycket långa tidsperioder och utan att individen behöver anstränga sig. Det finns ingen gräns för hur mycket information som kan lagras i långtidsminnet. Men långtidsminnen blir sämre med tiden. Minnena kan blandas ihop med andra minnen eller bli ihopslagna med andra upplevelser. Information från långtidsminnet plockas idealt fram då individen befinner sig i en situation när den behövs. 
Långtidsminnet kan delas in i explicita och implicita minnen.
- Det explicita minnet lagrar fakta, det vill säga särskilda händelser.
Det explicita minnet kan i sin tur delas in i:
  - Episodminnet där upplevelser lagras.
  - Det semantiska minnet lagrar kunskap och fakta.
- Det implicita minnet (procedurminnet) lagrar "know-how", det vill säga hur man gör när man cyklar eller går på två ben eller när man talar ett språk. Väl inövade/automatiserade procedurminnen blir permanenta och försvinner inte ens vid Alzheimers demens.

## Korttidsminnet
I korttidsminnet (arbetsminnet) finns information eller kunskap som individen behöver för att hantera den nuvarande situationen, exempelvis att komma ihåg ett telefonnummer samtidigt som den letar efter en penna. Korttidsminnet består av flera olika delar som kan hantera olika aspekter av information (exempelvis siffror, ord, visualiseringar). Gemensamt för dessa delar är att de bara lagrar information som individen behöver just nu; information som inte används kommer att försvinna från korttidsminnet. Det som också är viktigt att veta är att korttidsminnet bara kan hantera fyra saker på samma gång för att inte överbelastas; man klarar av att hålla kvar informationen i ungefär 30 sekunder. Olika människor är olika bra på de olika sorterna av korttidsminne – visuellt (baserat på synintryck), auditivt (ljud) och motoriskt minne (även kallat "muskelminne", baserat på kroppens rörelser).

## Sjukdomar
Vanligt förekommande sjukdomar som påverkar minnet är Alzheimers sjukdom och andra former av demens.
Amnesi är minnesförlust och förekommer mer eller mindre allvarliga i två varianter som kan uppkomma på flera olika sätt (till exempel olyckor eller alkoholism). De två varianterna är retrograd och anterograd amnesi. Retrograd amnesi innebär att man inte kan minnas saker från livet innan skadan och anterograd amnesi innebär att man inte kan minnas saker som hänt efter, alltså att man inte kan lära sig något nytt. I extremfall har personer förlorat 40 år av det tidigare livet; i ett fall levde en person resten av sitt liv som 19-årig marinsoldat under andra världskriget. I ett annat fall träffade personen samma människor varje dag i 50 år – och presenterade sig för dem varje dag eftersom han glömde dem så fort han började tänka på något annat.[källa behövs]